# (11641) 1997 AP12
1997 أي بي 12 (ويعرف أيضًا باسم (11641) 1997 أي بي 12 وفق تسمية الكوكب الصغير) (بالإنجليزية: 1997 AP12)‏ هو كويكب ضمن حزام الكويكبات؛ وترتيبه 11641 من حيث الاكتشاف.
اكتُشف هذا الجُرم الفلكي بواسطة تاكيشي أوراتا ‏ في 7 يناير 1997.

## وصلات خارجية
- (11641) 1997 AP12 في قاعدة بيانات مختبر الدفع النفاث لأجرام النظام الشمسي الصغيرة

- الاكتشاف · مخطط المدار ·  العناصر المدارية · المعلمات المادية

- (11641) 1997 AP12 على موقع ويكي سكاي: DSS2, SDSS, GALEX, IRAS, Hydrogen α, X-Ray, Astrophoto, Sky Map, Articles and images